# Sébastien Duret
Sébastien Duret (Cholet, 3 de septiembre de 1980) es un ciclista francés,  profesional desde 2005. Formó parte del equipo Bretagne-Séché Environnement desde el 2005 hasta el 2013. Su victoria más importante hasta la fecha fue una victoria de etapa en los Cuatro Días de Dunkerque en 2009.

## Palmarés
2004
- 1 etapa del Tour de Loir-et-Cher
- Boucles de la Mayenne, más 1 etapa

2009
- 1 etapa de los Cuatro Días de Dunkerque

2010
- 1 etapa de la Rhône-Alpes Isère Tour

2013
- 1 etapa del Tour de Gévaudan Languedoc-Roussillon